# 江島町
江島町是奉天滿鐵附屬地的一個町。位於今天的中華人民共和國遼寧省瀋陽市和平區，在千代田通（今中華路）以東，鄰接松島町、春日町和日吉町。江岛町的范围相当于今兰州北街。